# Françoise Mbango Etone
Françoise Mbango Etone (14 de abril de 1976 en Yaundé, Camerún) es una atleta camerunesa especialista en triple salto que se proclamó campeona olímpica de esta prueba en los Juegos de Atenas 2004 y en los de Pekín 2008. En esta última cita batió además el récord olímpico con 15,39 m, que es la tercera mejor marca mundial de todos los tiempos, por detrás de los 15,50 m de Inessa Kravets y los 15,67 m de Yulimar Rojas.

## Resultados
| Año  | Competición                          | Lugar      | Puesto                        | Marca          |
| ---- | ------------------------------------ | ---------- | ----------------------------- | -------------- |
| 2000 | Juegos Olímpicos                     | Sídney     | 10.ª en Triple                | 13.53 m        |
| 2001 | Campeonato Mundial                   | Edmonton   | 2.ª en Triple                 | 14.60 m        |
| 2001 | Final Mundial de la IAAF             | Melbourne  | 3.ª en Triple                 | 14.47 m        |
| 2002 | Juegos de la Mancomunidad            | Mánchester | 2.ª en Triple                 | 14.82 m        |
| 2002 | Copa del Mundo                       | Madrid     | 1.ª en Triple 8.ª en Longitud | 14.37 m 6.06 m |
| 2003 | Campeonato Mundial En pista cubierta | Birmingham | 2.ª en Triple                 | 14.88 m        |
| 2003 | Campeonato Mundial                   | París      | 2.ª en Triple                 | 15.05 m        |
| 2003 | Final Mundial de la IAAF             | Mónaco     | 3.ª en Triple                 | 14.83 m        |
| 2004 | Campeonato Mundial En pista cubierta | Budapest   | 6.ª en Triple                 | 14.62 m        |
| 2004 | Juegos Olímpicos                     | Atenas     | 1.ª en Triple                 | 15.30 m        |
| 2004 | Final Mundial de la IAAF             | Mónaco     | 1.ª en Triple                 | 15.01 m        |
| 2008 | Juegos Olímpicos                     | Pekín      | 1.ª en Triple                 | 15.39 m        |

## Marcas personales
- Aire libre - 15.39 m (Pekín, 2008)
- Pista cubierta - 14.88 m (Birmingham, 2003)